# Małżeństwo Kreczyńskiego
Małżeństwo Kreczyńskiego (także Wesele Kreczyńskiego, ros. Свадьба Кречинского) – trzyaktowa komedia Aleksandra Suchowo-Kobylina napisana w 1854. Prapremiera odbyła się w Moskwie w 1855.

## Fabuła

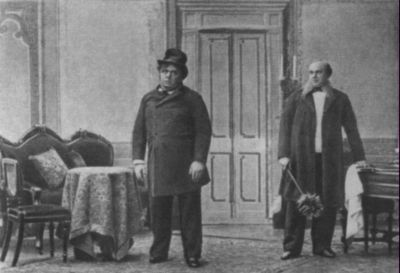
Inscenizacja Małżeństwa Kreczyńskiego w Moskwie (1897).

Akcja rozgrywa się w Moskwie. Michał Wasiliewicz Kreczyński jest wykolejeńcem i bankrutem uzależnionym od hazardu karcianego, a jednocześnie ujmującym uwodzicielem kobiet. Poprzez sprytne sztuczki doprowadza do zaręczyn z posażną panną - Lidoczką (Lidką) Muromską. Aby doprowadzić do ślubu musi jednak spłacić swoje długi karciane i wyprawić wytworne przyjęcie zaręczynowe. Wpada więc na pomysł: wysyła do narzeczonej czuły list, w którym niby mimochodem prosi o wypożyczenie na jeden dzień należącego do niej cennego brylantu, co motywuje wymyśloną historyjką o zakładzie z przyjacielem-księciem. Z wyłudzonym w ten sposób brylantem biegnie do lichwiarza, którego również oszukuje - podsuwa mu zręcznie fałszywą kopię i w efekcie ma w kieszeni i pieniądze i brylant. Teraz może się odbyć przyjęcie zaręczynowe. Uroczystość niespodziewanie przerywa Nielkin - odrzucony konkurent do ręki Lidoczki - i publicznie zarzuca Kreczyńskiemu nieuczciwość. Kreczyński udaje pokrzywdzonego niesłusznymi oskarżeniami, ostentacyjnie oddaje brylant i naciska na jak najszybszy ślub. Nielkin wkracza jednak ponownie - tym razem w towarzystwie oszukanego lichwiarza i policji. Panna Lidoczka rozumie teraz, że została perfidnie oszukana, jednak ze względu na dumę oświadcza, że sama ofiarowała Kreczyńskiemu brylant. Zaręczyny jednakże zostają zerwane a ojciec Lidoczki decyduje o wyjeździe rodziny z Moskwy.

## Ekranizacje
- Свадьба Кречинского (1908; reż. Aleksandr Drankow)[4]
- Свадьба Кречинского (1953; reż. Aleksej Zołotnickij)[5][6]
- Свадьба Кречинского (1974; reż. Władimir Worobiow)[7]

## Musical
Na podstawie utworu Małżeństwo Kreczyńskiego powstał musical autorstwa Aleksandra Kołkera (muzyka) i Kima Ryżowa (libretto). Prapremiera odbyła się w Leningradzie 7 czerwca 1973. W Polsce został on wystawiony w Operetce Warszawskiej (1978 ; reż. Jurij Pietrow).

## Małżeństwo Kreczyńskiegow Polsce

### Przekłady
Utwór przełożyli na język polski: Czesław Jastrzębiec-Kozłowski, B. Korzeniewski, I. Kościelski, L. Kozłowski oraz A. Trapszo.

### Inscenizacje (wybór)[10]
Premiera polska odbyła się w Wilnie w 1859 r.
- Teatry Dramatyczne we Wrocławiu (1951)
- Teatr Ziemi Pomorskiej (1954; reż. Maria d'Alphonse)
- Teatr Ludowy w Warszawie (1960; reż. Artur Kwiatkowski)
- Teatr Nowy w Zabrzu (1961; reż. Danuta Bleicherówna)
- Teatr Ziemi Łódzkiej (1963; reż. Aniela Borysławska)
- Teatr im. Aleksandra Fredry w Gnieźnie (1965; reż. Jerzy Hoffmann)
- Teatr Ziemi Opolskiej (1970; reż. Edmund Pietrzyk)
- Teatr Polski Bielsko-Cieszyn (1980; reż. Marek Tadeusz Nowakowski)

### Spektakl telewizyjny
W 1976 r. w Teatrze Telewizji wyemitowano spektakl pt. Małżeństwo Kreczyńskiego w reżyserii Juliusza Burskiego i Wiesława Wodeckiego.